# Hexapopha santosi
Espèce
Hexapopha santosi est une espèce d'araignées aranéomorphes de la famille des Oonopidae.

## Distribution
Cette espèce est endémique de Bahia au Brésil,. Elle se rencontre vers Una.

## Description
Le mâle holotype mesure 1,65 mm et la femelle paratype 1,92 mm.

## Systématique et taxinomie
Cette espèce a été décrite en 2023 par Níthomas M. Feitosa (d), Ricardo Ott et Alexandre B. Bonaldo (d).

## Étymologie
Cette espèce est nommée en l'honneur d'Adalberto J. Santos.

## Publication originale
- (en) Níthomas M. Feitosa, Ricardo Ott et Alexandre B. Bonaldo, « Meeting the southern brothers: a revision of the Neotropical spider genus Hexapopha Platnick, Berniker & Víquez, 2014 (Araneae, Oonopidae) », Zootaxa, Auckland, no 5329(1),‎ 11 août 2023, p. 1-150 (ISSN 1175-5326, e-ISSN 1175-5334, DOI 10.11646/zootaxa.5329.1.1).